# Pa maltès
El pa maltès (maltès: il-ħobż tal-Malti) és un pa cruixent fet de massa mare típic de Malta, generalment cuit en un forn de llenya. Com tot pa, es pot menjar com a acompanyament d'un dinar o farciment; una forma típica de consumir-lo és amb oli d'oliva (Ħobż Biz-żejt), per al que el pa es frega amb tomàquet (com el pa amb tomàquet català) o s'unta amb pasta de tomàquet, i se li afegeix un raig d'oli. De vegades s'omple amb tonyina, olives, tàperes, ceba, bigilla o ġbejna.
Qormi és la principal ciutat de Malta on s'elabora el pa maltès, amb diverses fleques repartides en gairebé tots els racons. Durant el govern dels Cavallers Hospitalers, es coneixia com a Casal Fornaro, molt sembalnt al català que significat «Casal dels forners». Avui dia en Qormi se celebra un festival anual, Lejl f'Casal Fornaro («La nit de Casal Fornaro»), el tercer dissabte d'octubre.

## La funció del pa en la política maltesa
Alguns dels primers relats descriptius de Malta assenyalen la dependència de el pa que tenien els habitants de l'illa per sobreviure. L'impacte de la liberalització de la importació de grans per part de l'govern colonial britànic en 1837 i la seva incapacitat per proporcionar provisions de aliments bàsics després de la Guerra Mundial, es consideren factors vinculats als disturbis del Sette Giugno.

## Pa en la llengua maltesa
Hi ha una sèrie d'expressions idiomàtiques en l'idioma maltès relacionades amb el pa com a base de la supervivència.
- Ħobżu maħbuż, «el seu pa està enfornat», per referir-se a una persona adinerada.
- Tilef ħobżu, «ha perdut el seu pa», que la persona ha perdut la feina.
- X'ħobż jiekol dan?[6] «Quin pa menja?», Expressió que es diu quan es pregunta pel caràcter d'una persona.
- Jeħtieġu bħall-ħobż li jiekol, «ho necessita com el seu pa de cada dia», utilitzat quan una persona té una gran necessitat d'alguna cosa.
- Ħaga li fiha biċċa ħobż ġmielha, «[una cosa] que proporciona molt de pa», s'utilitza per descriure un esforç rendible.
- Ma fihiex ħobż, «no obté pa», s'utilitza per descriure una empresa sense ànim de lucre.